# Bipp
Bipp ist eine ehemalige Herrschaft in der Schweiz.

## Geschichte
Der Name „Bipp“ wird im 10. Jahrhundert in einer burgundischen Königsurkunde erstmals genannt. Das Kloster Moutier-Grandval legte seine Hand auf die Kirche von Bipp, (heutiges Oberbipp): „9. März 968, Betwa, Pippa burgoni capella una“. Diese Urkundenstelle belegt auch die Existenz der Burg Bipp.
Über den Bischof von Basel um 1000 ist Bipp später zusammen mit dem Buchsgau um 1090 an die Grafen von Frohburg gefallen. Ihnen ist auch der zweite Bau der Kirche zu verdanken, eine frühromanische Pfeilerbasilika, die kurz nach 1100 den karolingischen Bau ablöste. Das Schloss Bipp ist 1268 von Hartmann von Frohburg als castrum nostrum Bippo erwähnt.
Am 1. Dezember 1332 gingen Schloss und Herrschaft, aus Not, von Graf Johann von Frohburg an seinen Oheim, den Grafen Rudolf von Neuenburg-Nidau über. Kurz nacheinander wechselte der Besitz am 26. November 1379 an Graf Simon von Thierstein am 11. Januar 1405 an den Grafen Egon von Kyburg und alsdann zum Hause Habsburg.
Die Gugler-, Burgdorfer- und Sempacherkriege brachten nicht nur dem einfachen Volk, sondern auch den Herrschaften Schaden, Krisen und Not. Der Hochadel sah sich genötigt, bei einigen reichen Basler Bürgern Hypotheken aufzunehmen.
In der ersten Hälfte des 14. Jahrhunderts erfolgte aus verwaltungstechnischen Gründen die Aufteilung der Altherrschaft Bipp in die Ämter „Bipp“ mit Attiswil, Farnern, Oberbipp, Rumisberg und Wiedlisbach und „Erlinsburg“ mit Niederbipp, Waldkirchenfeld, Walliswil bei Niederbipp, Schwarzhäusern und Wolfisberg.
Als letzte Pfandherren wussten sich die reichen Städte Bern und Solothurn zu behaupten.
Am 2. April 1413 entschied eine Tagsatzung in Bern die dauernden Zwistigkeiten: Bern und Solothurn hatten gemeinsam die Herrschaften Bipp (Ämter Bipp und Erlinsburg) und Bechburg zu verwalten. Der im stillen immer noch weitergeführte „Kampf“ wurde am 29. April 1463 durch ein eidgenössisches Schiedsgericht beendet; Bipp kam endgültig zu Bern und Bechburg zu Solothurn.
Bis 1798 oblag die Verwaltung des Bipper Amtes jeweils einem Vogt aus dem edlen Berner Stadtadel, mit Amtsdauern von jeweils drei bis fünf Jahren.
Im Laufe des 335 Jahre dauernden „Berner Vogtzeitalters“ haben 64 verschiedene Vögte Bipp verwaltet.
Der Entscheid über die Reformation, ab 1528, überliessen die Bipper dem Gutdünken ihrer Bernischen Obrigkeit, welche sich für den neuen Glauben entschied.
1798, als die französischen Revolutionstruppen in Solothurn eintrafen, flüchtete der letzte Landvogt Christian Friedrich Zehnder in Richtung Napfgebiet. Vorher liess er Bern ausrichten, das „Bipper Amt“ sei nicht mehr zu halten. Diese Tatsache ermunterte die Bürger von Oberbipp, Rumisberg und Wolfisberg, das Schloss Bipp auszuplündern und zu zerstören, damit es nicht unversehrt den Franzosen in die Hände falle.
In der darauffolgenden helvetischen Neuordnung wurde die Vogtei Bipp 1803 mit der südlich angrenzenden Landvogtei Wangen, unter dem Namen Amtsbezirk Wangen vereinigt, mit gleichzeitiger Abtrennung der Weiler Bannwil und Rufshäusern (heute Schwarzhäusern), die beide zum Amtsbezirk Aarwangen geschlagen wurden.
Am 30. Juni 1800 kaufte der Wiedlisbacher Wirt Mühlethaler die Ruine dem Stande Bern ab. 1805 kaufte Johann Jakob Kopp aus Wiedlisbach, zusammen mit seinem Schwager Jakob Flückiger aus Rohrbach den Rest der Schlossruine dem Wiedlisbacher Wirt l ab. Das einst prächtige Schloss wurde von beiden Besitzern als Baumateriallieferant und Steinbruch ausgebeutet.
1852 kaufte der Basler Ständerat, Oberstleutnant und spätere Bürgermeister von Basel, Johann Jakob Stehlin-Hagenbach (der Ältere, 1803–1879) das Schlossgut. Dieser erbaute 1852–1855 nach den Plänen von Johann Jakob Stehlin (der Jüngere) anstelle des alten Kornhauses das heutige Herrschaftshaus. Das Schlossgut befindet sich noch heute im Besitz der Nachkommen von Johann Jakob Stehlin-Hagenbach und öffnet bei besonderen Anlässen die Tore.